# 无责赔偿
根据道路交通安全法，无责赔偿指的是机动车与非机动车或行人发生交通事故时，即使机动车一方没有过错，也须承担不超过百分之十的赔偿责任。根据机动车交通事故责任强制保险制度，无责赔偿从交强险限额中支付。
在实践中，无责赔偿制度已被扩散到所有交通事故中，而无论是否有非机动车或行人在事故中受到损害，事故双方无论责任认定比例，双方都有赔偿对方的责任。不过，不承担事故责任的一方的赔偿由保险公司承担，不过仍需要车主先行垫付，并与保险公司交涉赔付。
另外，目前交通强制保险的赔偿限额过低，完全不足以支付无责赔偿可能产生的赔付金额。也是众多争议的焦点。